# Makrokylindrus inermis
Makrokylindrus inermis är en kräftdjursart som beskrevs av Fage 1929. Makrokylindrus inermis ingår i släktet Makrokylindrus och familjen Diastylidae. Inga underarter finns listade i Catalogue of Life.